# Tara (Montenegro)
Il fiume Tara (in cirillico: Тара) è un fiume che scorre in Montenegro e in Bosnia ed Erzegovina. Il fiume Tara non è da associare al monte Tara o al Parco nazionale di Tara, entrambi situati nell'ovest della Serbia.

## Corso
Nasce dalla confluenza dell'Ospanica con il fiume Veruša sul monte Komovi, nelle Alpi Dinariche del Montenegro. La sua lunghezza complessiva è di 144 km, scorrendo per 110 km nel Montenegro e per i restanti 34 nella Bosnia ed Erzegovina; delimita il confine tra questi due paesi per diversi tratti. Il flusso del fiume è da sud verso nord/nord ovest e converge con il fiume Piva al confine tra Montenegro e Bosnia ed Erzegovina in mezzo ai villaggi di Šćepan Polje (Montenegro) e Hum (Bosnia ed Erzegovina), formando la Drina. Il fiume Tara attraversa l'omonima gola, il canyon più lungo dello stato balcanico e dell'Europa, secondo al mondo solo al Grand Canyon.
Il canyon è patrimonio dell'umanità da parte dell'UNESCO, ed è parte del Parco Nazionale Durmitor.

## Rafting

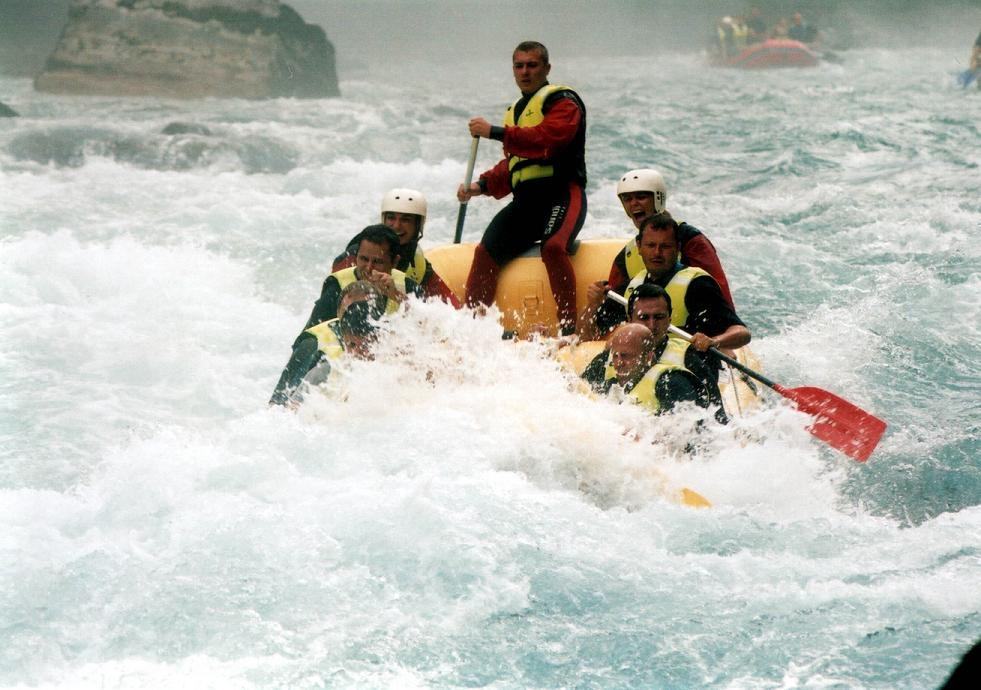
Rafting sul fiume Tara

Il Rafting, sport popolare in Montenegro, è molto praticato sul letto del fiume. Da Brstnovica a Šćepan Polje sono 18 km che si fanno dalle due alle tre ore, ai quali si aggiungono pochi km nel corso del fiume Drina, per un totale di circa 25 km. Fra le altre l'area più celebre è quella del ponte Đurđevića Tara.
Nel 2005 i campionati europei di Rafting si sono svolti sui fiumi Vrbas e Tara, nella Repubblica Serba di Bosnia ed Erzegovina. Secondo la Federazione Internazionale di Rafting l'evento riscosse un grande successo. Nel maggio del 2009 i campionati mondiali di Rafting si sono nuovamente tenuti sui fiumi Vrbas e Tara, sempre nella Republika Srpska.

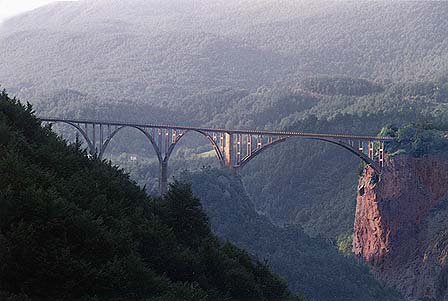
Il ponte Đurđevića Tara meta principale per la pratica del Rafting

## Controversie
I governi del Montenegro e della Republika Srpska avevano inondato la gola del fiume Tara, per costruire in seguito una centrale idroelettrica sul fiume Drina, presso la città di Buk Bijela. Tuttavia, questo piano venne abbandonato nell'aprile del 2005, dopo diverse proteste da parte degli avvocati per la conservazione del canyon.
Nel settembre del 2006 viene firmato un protocollo tra la società slovena "Petrol" e la società montenegrina "Montenegro-bonus", che prevede la costruzione di una centrale idroelettrica dalla potenza iniziale compresa tra i 40 e i 60 Megawatt, nonostante gli sforzi per proteggere la gola. Inoltre, i piani per la costruzione di dighe in Bosnia ed Erzegovina lungo il corso della Drina a circa 15 km dalla valle dove la Tara confluisce con il fiume Piva, sono ancora attivi.